# Bataille de femmes
 (juillet 2025).
Pour plus de détails, voir Fiche technique et Distribution.
Bataille de femmes est un film français de Louis et Auguste Lumière tourné en 1896. Il s'agit du numéro 12 du catalogue de la firme de production Lumière. C'est un film muet en noir et blanc. Le genre de ce film est comique. Ce tournage a été effectué dans la cour de l'usine Lumière.

## Synopsis
Une femme nettoie le jardin lorsqu'une autre femme arrive et traverse là en la regardant. Quand elle vient là, cette femme de ménage la bat à coups de balai. Elles se battent en corps à corps. Un homme arrive là et arbitre leur querelle, mais il est battu et s'enfuit.

## Fiche technique
- Titre : Bataille de femmes ou ''Une bataille de femmes[1] ou Bataille de femmes (deux femmes seulement)
- Réalisation : Auguste et Louis Lumière[réf. nécessaire]
- Date de sortie : 21 juin 1896 à Lyon[1]